# Polenta del Marengo
La polenta del Marengo o polenta di Marengo è un dolce tradizionale di Alessandria, in Piemonte.

## Storia
Il dolce venne ideato nel 1933 da Dante Chiabrera, titolare della pasticceria di piazza della Libertà, ad Alessandria. Stando a vari resoconti, la torta sarebbe ispirata a un evento realmente accaduto: in seguito al suo successo nella battaglia di Marengo (1800), Napoleone si rifugiò nel locale albergo del Falco. Qui, il suo cuoco gli preparò due pietanze a base di ingredienti che aveva trovato nel luogo, ovvero un piatto a base di pollo, gamberi di fiume, uova e funghi che prese il nome di pollo alla Marengo, e un dolce di farina di mais, uvetta e maraschino. Quella di Marengo è oggi una delle polente dolci più note e caratteristiche del Piemonte assieme a quella d'Ivrea.

## Preparazione
Dopo aver messo a mollo l'uvetta in acqua, tritare delle mandorle con lo zucchero. Separare gli albumi dai tuorli e mescolare questi ultimi con altro zucchero e, quando il composto diviene spumoso, aggiungervi il miscuglio a base di mandorle e zucchero, la farina, la fecola e l'uvetta. Aggiungere al composto gli albumi montati e del burro. Dopo aver versato l'impasto in una teglia, infornare e cuocere per un'ora. Al termine della cottura, spolverare il dolce con altro trito di mandorle e zucchero.